# Xanthia pyroxesta
Xanthia pyroxesta är en fjärilsart som beskrevs av Franz Dannehl 1933. Xanthia pyroxesta ingår i släktet Xanthia och familjen nattflyn. Inga underarter finns listade i Catalogue of Life.